# Konopka (herb baronowski)

Herb Ritter von Konopka

Herb Freiherr von Konopka

Konopka – polski herb szlachecki z nadania austriackiego, oraz herb baronowski, odmiana herbu Nowina, nadany wraz z tytułem w Galicji.

## Opis herbu
Herb nadano w dwóch wersjach. Opisy stworzone zgodnie z klasycznymi zasadami blazonowania:
Ritter von Konopka: W polu błękitnym miecz srebrny z rękojeścią złotą, pod którym zawiasa kotłowa srebrna. Na tarczy dwa hełmy z klejnotami: klejnot I: noga zbrojna w bucie z długą cholewą czarnym, z ostrogą srebrną, wsparta kolanem; klejnot II: trzy pióra strusie, srebrne między błękitnymi. Labry na obu hełmach błękitne, podbite srebrem.
Freiherr von Konopka: Tarcza dzielona w krzyż z tarczą sercową, którą stanowi herb Ritter. W polach I i IV na rzece srebrnobłękitnej okręt pod jednym żaglem prostokątnym srebrnym, od rufy idą dwie reje, na szczycie masztu bandera - chorągiewka trójkątna srebrna, na burcie brązowej okrętu płynącego w lewo chemiczny znak soli złoty; w polach II i III srebrnych, ramię w rękawie błękitnym, z dłoni naturalnej sypiące 7 kłosami zboża naturalnymi. Nad tarczą korona baronowska opleciona sznurem pereł, nad którą trzy hełmy z klejnotami. Klejnot I: noga zbrojna jak w herbie Ritter; klejnot II: pióra strusie jak w herbie Ritter; klejnot III: skrzydło orle błękitnosrebrne w pas. Trzymacze: dwa lwy brunatne, wspięte, w zewnętrznych łapach trzymające trąby srebrne okute z ustnikami z wylotami złotymi.

## Najwcześniejsze wzmianki
Szlachectwo galicyjskie z tytułem Ritter von (II stopień szlachectwa) otrzymali 4 czerwca 1782 bracia herbu Nowina (w dyplomie nazwa Nowina nigdzie nie pada), Jan i Piotr Konopka. Bracia trudnili się handlem solą w latach 1773-81. Za zasługi w handlu solą bracia otrzymali 7 listopada 1791 tytuł barona (Freiherr) i predykat wohlgeboren (wysoko urodzony) z ubogaceniem herbu.

## Symbolika
Łódź z symbolem soli jest oczywistym odwołaniem do profesji obdarowanych.

## Herbowni
Jedna rodzina herbownych:
freiherr von Konopka.